# 苏美尔
苏美尔（蘇美語：𒆠𒂗𒂠）为目前发现于美索不达米亚文明中最早的文明体系，同时也是全世界最早产生的文明之一。苏美尔文明主要位于美索不达米亚的南部，通过放射性碳十四的断代测试，表明苏美尔文明的开端可以追溯至公元前4500年。蘇美王朝在约公元前2004年结束，之後逐漸融入亚摩利人城邦，直至公元前18世紀被興起的巴比伦文明取代。苏美尔人被认为发明了世界上最早的文字，他们在粘土片上书写自己的文字。

## 背景
苏美尔人（苏美语：𒅴𒄀eme-gi或𒅴𒂠eme-ĝir 15，阿卡德语：𒋗𒈨𒊒šumeru）这个名字并不是自己的称呼，而是其他人给他们的名字，最早使用这个名字的是阿卡德人。苏美尔人称自己为“黑头人”，他们称其居住的地方为“文明的君主的地方”。阿卡德人所使用的“苏美尔人”（Shumer）这个词有可能是这个名称的一个地方方言的变异。苏美尔人的语言、文化，可能也包括外表，都与他们的闪族邻居和继承人不同。苏美尔人是美索不达米亚的本地人，从前53世纪到前4千年的早期歐貝德時期开始美索不达米亚南部的居住文化就是连续的。
今天的伊拉克南部干旱的冲积平原是一个对当地居民来说很困难的地区。要在这里生存下来，这里的人必须有控制底格里斯河和幼发拉底河的能力来保证全年灌溉和饮用水的来源。在苏美尔语中运河、堤坝、水库这样的词非常丰富。歐贝德陶瓷与更早的北方的萨迈拉文化（前58世纪到前50世纪）的陶瓷是有联系的。萨迈拉文化的人利用底格里斯河及其支流的水来进行早期的、原始的灌溉农业。
1980年代法国考古学家在今天的拉尔萨附近发掘出来的居民点非常明确地显示出两个文化之间的联系。在这里八层歐贝德文化早期的陶瓷与萨迈拉文化的陶瓷并存。苏美尔人从这里向南扩展，他们低級的社会组织和技术为他们提供了这样的条件，他们有能力控制水，在一个困难的环境中生存和发展，而当地原来的采猎文化无法与他们竞争。
苏美尔语在语言学中是一个孤立语言，它不属于任何语族。而阿卡德语属于闪含语系。新的观点中，苏美尔语在某些時候與中国的汉藏语系和西班牙的巴斯克语一起歸入得內-高加索語系。附近发掘出来的居民点非常明确地显示出两个文化之间的联系。

## 历史

蘇美地圖

### 起源
苏美尔人在两河流域创造了发达的人类早期文明，苏美尔人来自何处，苏美尔文明发源于何处，目前仍是一个谜。据考证，黑头发的苏美尔人既不是印欧人的一支，也不是闪米特人的一支。苏美尔文明在欧贝德时期学会了使用车轮并进入铜石并用时代，美索不达米亚南部的埃利都于前4500年左右建立了城市，出现神庙建筑，成为苏美尔文明的开端。

### 早期高度文明
历史学家把从公元前4000年到公元前3000之间的苏美尔文明称作“早期高度文明”，一方面，这一时期各苏美尔城邦都已经存在，苏美尔人的文字也已经存在，但是这段时期的历史仍然很不清楚，原因可能有多个方面的，比如考古发现的不充分，或者文明刚刚起步之时，本身尚未进行系统性的历史记载等。现在发现的这一时期的楔形文字的文献主要是经济或者行政方面的文书，尚无法勾勒出当时完整的历史来。
最早的苏美尔时期由数个独立的城市国家组成，这些城市国家之间以运河和界石分割。每个城市国家的中心是该城市守护神的庙。每个城市国家由一个主持该城市的宗教仪式的祭司或国王统治。

### 苏美尔早王朝时期

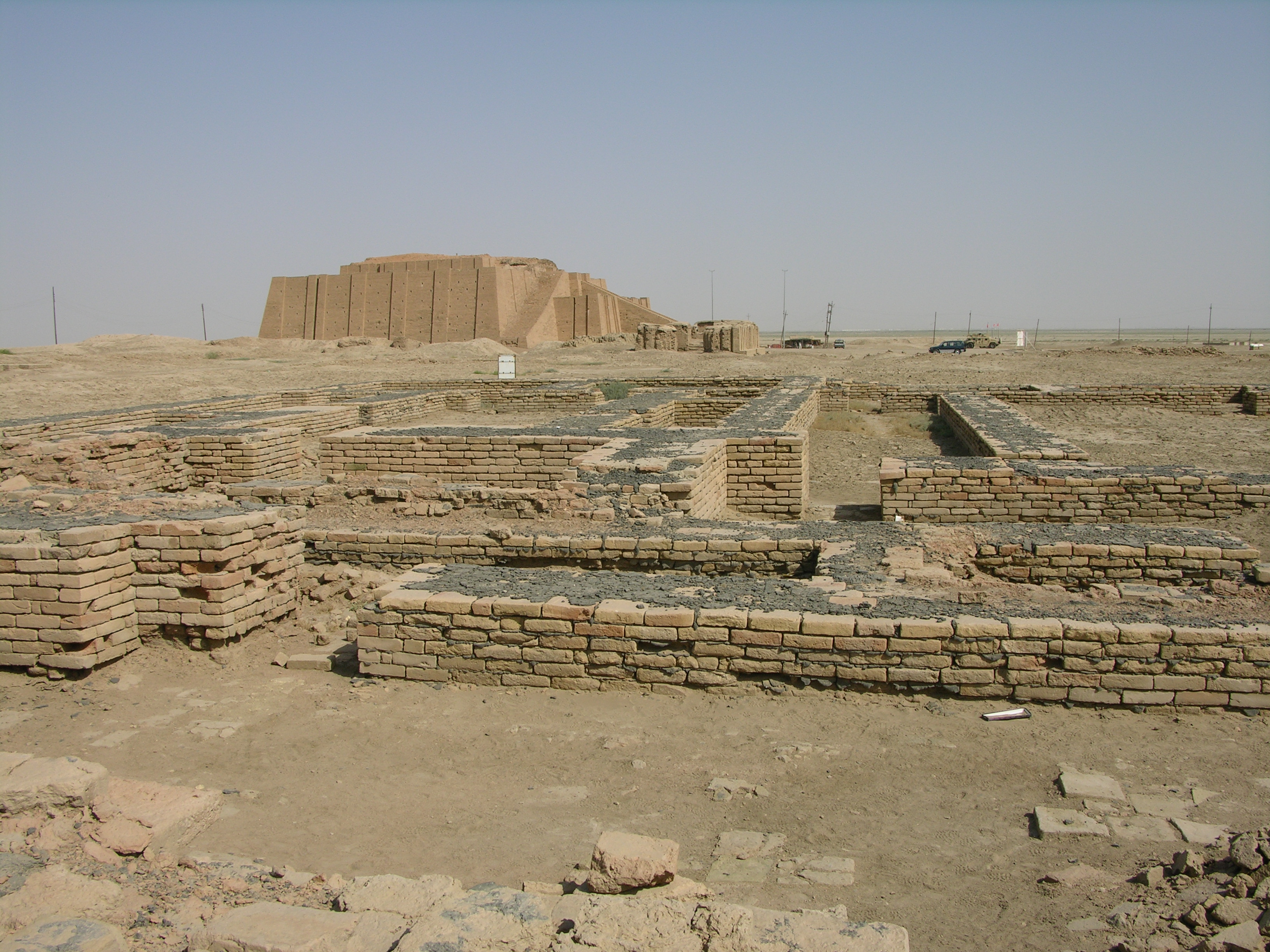
烏爾城邦遺址

从考古所得的史料来看，由公元前2900年开始，苏美尔城邦进入一个“诸国争霸”的时代。
比较大的城市有、拉格什、乌鲁克、乌尔和尼普尔。这些城市因水权、贸易道路和游牧民族的进贡等事务进行了近千年为时不断的互相争战。考古已经能大致勾勒出当时的历史情况，但是由于考古发现的史料有限，今天人们所知道的那段历史可能只是实际情况的冰山一角。
基什被认为曾经是一个比较强大的城邦，因为后来许多苏美尔君主甚至没有实际统治过基什，却自称基什之王。（不过现在也有历史学家认为，这并不足以说明基什曾经称霸，自称基什之王可能有其他如宗教方面的原因）已證實最早存在的国王就是基什国王恩美巴拉格西。后来一些比较强大的城邦是乌鲁克、乌尔、温马，以及拉格什等。
考古学家在拉格什发现了王室的铭文，使今天的人们得以知道从公元前2500年到公元前2350年约一百五十年间完整的拉格什国王列表，以及相关的史事，也使得拉格什成为苏美尔各城邦中，唯一比较完整了解的城邦。
约公元前2500年左右，拉格什强大起来，乌尔南什王时，拉格什在苏美尔中称霸，到了安那吐姆王和恩铁美那王时，拉格什征服了不少地方，苏美尔颇有统一的趋势。后来，国王卢加尔安达因治国不善，引起了暴动，一个名叫乌鲁卡基那的人推翻了卢加尔安达的统治，在平民的拥护下登上王位，并进行了已知人类历史上第一次政治改革运动，和编撰《乌尔卡基那法典》，以此试图维护平民的利益。正当拉格什内乱之时，苏美尔各国爆发了大规模的战争，温马王卢加尔扎克西征服拉格什，杀死乌鲁卡基那，并血洗全城。乌鲁卡基那在位仅六年，他的改革也因此而废弃。
温马的祭司国王卢加尔扎克西消灭拉格什的王朝，佔领乌鲁克，并将它作为他的首都，他自称他的帝国从波斯湾一直延伸到地中海。但是闪族的阿卡德国王萨尔贡打败了卢加尔扎克西，俘虏了他，而苏美尔城邦的历史也就此结束。

### 阿卡德王国时代
阿卡德王国统一了美索不达米亚，但阿卡德人属于闪族，并非苏美尔人。

### 苏美尔复兴
在阿卡德王国晚期，不少苏美尔城邦开始复兴，最後阿卡德被蛮族库提人所消灭。阿卡德王国崩溃后，苏美尔得以复兴。拉格什也在一位叫做古地亚的国王的统治下非常繁荣富强（或称拉格什第二王朝）。

### 乌尔第三王朝
蛮族库提人摧毁了阿卡德王国，但库提人的统治并不稳固，使得各苏美尔城邦得以短暂复兴。乌鲁克的国王乌图赫加尔是赶走库提人的英雄。乌图赫加尔的强大，也对拉格什构成威胁。乌图赫加尔让乌尔纳姆镇守乌尔城，乌图赫加尔死因不详，但是乌尔纳姆在乌尔建都，统一了美索不达米亚，建立了乌尔第三王朝（公元前2111年－公元前2003年)，乌尔纳姆开始自称“苏美尔和阿卡德之王”。
乌尔第三王朝虽然是苏美尔人的王朝，但是与以前的苏美尔城邦不同，它與阿卡德王国或以后的巴比伦王国一样，是个强大的中央集权制的国家。目前已知人类历史上最早的法典，就是《乌尔纳姆法典》，虽然只保存下来一些片段。乌尔第三王朝时期也对乌尔城大兴土木，乌尔的神庙遗迹今天仍可供凭吊。王朝末期，王权衰落，各地割据，再加之外来的阿摩利人不断入侵。最后埃兰人的入侵给乌尔第三王朝以最致命的打击。国王伊比辛（公元前2026年－公元前2004?年在位）兵败被俘。乌尔第三王朝灭亡。
乌尔第三王朝灭亡后，目前的历史學認爲就再也没有苏美尔人建立的政权、苏美尔民族也逐渐从历史上消失，虽然在以后的巴比伦和亚述时期，苏美尔语和楔形文字仍然存在，但苏美尔国家的历史卻被当成神话般的传说。

### 苏美尔滅亡，巴比伦和亚述时期
當時兩個文明同時存在，使得苏美尔人的文明仍然继续承繼着。但是苏美尔人却逐渐被遗忘，而更遠的未來古希腊以及犹太人的文献中从来没有提到过苏美尔人。有关苏美尔人的文明及其历史完全是近代考古学的成果。

## 没落
随着周边势力的发展，苏美尔人渐渐失去了他们对美索不达米亚大多数地区政治上的霸权地位。亚摩利人占领了苏美尔，建立了巴比伦。约前1595年胡里特人在美索不达米亚北部建立了米坦尼王国，而巴比伦则控制着美索不达米亚的南部。这两个国家抵挡了埃及和赫梯王国的进攻。最后赫梯王国打败了米坦尼王国，但被巴比伦打败。前1460年亚述人打败了巴比伦。前1150年左右亚述人又被伊勒姆人打败。

## 经济

### 农业和狩猎
苏美尔人种植的植物中包括大麦、鹰嘴豆、小扁豆、黍子、小麦、芜菁、枣椰、洋蔥、大蒜、苦菜花和山葵，他们的牲畜包括牛、绵羊、山羊和猪。家牛是他们主要的负物牲畜，驴是主要的运输牲畜。苏美尔人还打鱼和猎鸟。
苏美尔农业依靠灌溉系统，包括汲水吊杆、运河、水渠、堤坝、堰和水库。水渠和运河必须常常修补，清除淤泥。政府有专门管理水渠和运河的人，富人则可以使用他们自己的水渠。由於過度使用，苏美尔人受土壤鹽化所苦。
农民先引运河的河水来淹他们的田地，待水浸泡一段时间之后，将水排掉，用牛来犁田和杀草。再使用鹤嘴锄来挖地。地乾后他们锄地、耙地和用铲将土壤松散开来。
苏美尔人秋季收割，收割時他们三人组成一队。收割后使用碾石分离谷粒和茎，使用打稻棍来分离谷粒及麸皮，最后使用风吹开来分离谷粒和麸皮。

### 贸易
考古发现的来自安那托利亚的黑曜石、来自阿富汗东北部的青金石、来自迪尔蒙（今天的巴林）的珠串和一些刻有印度河文明的文字的印章说明当时在波斯湾沿岸有着很广的贸易网。货币通常是银块或银环，每次交易后都需称其分量。
吉尔伽美什史诗中提到与遥远国家的贸易来换取美索不达米亚稀少的货物如木头。尤其黎巴嫩的雪松木获得好评。
苏美尔人使用奴隶，但是奴隶不是苏美尔经济的支柱。奴隶被用来织布、印刷、做磨房工和搬运工。
苏美尔的陶瓷上有使用雪松油画的图案，他们使用弓钻引火来烤陶瓷。苏美尔的石匠和首饰匠会加工雪花石膏（方解石）、象牙、金、银、玛瑙石和青金石。

### 技术
苏美尔的技术有：轮、锯、鞣革、镯子、锤子、鞍、钉子、大头针、指环、铲子、釜、刀、长矛、箭、剑、胶、匕首、袋子、头盔、船、盔甲、剑鞘、靴子、拖鞋、叉和酿酒。
苏美尔人有三种不同的船：
- 皮船是由芦苇和动物皮制的。
- 帆船使用沥青来防止水渗入。
- 木船有时用人力或畜力拖動。

### 数学方面
苏美尔人为求精确地计算以及准确地丈量土地，已有位的概念，以六十進位，如：一分60秒、圆周360度等，依然为今日所沿用。

## 建筑
两河平原缺乏石矿和树，因此苏美尔的建筑都是泥砖造的，砖与砖之间没有灰浆或水泥连接。泥砖建筑随时间会损毁，因此它们过一段时间就得被拆除、铲平和重造。随着时间的延续两河平原的城市因此不断抬高。这样的古迹被称为台形遗址（Tell）。在中东到处都可以见到这样的古迹。苏美尔人最壮观和最著名的建筑是塔廟，它们建筑在巨大的平台上。苏美尔的圆形印章上还有类似于直到不久前伊拉克南部沼澤阿拉伯人还在使用的芦苇造的房子。
苏美尔的庙和宫殿使用更加复杂的结构和技术如支柱、密室和黏土钉子等。

## 军事
苏美尔人使用城墙来保护他们的城市，但是他们的城墙是泥砖做的，因此敌人有充分时间的话可以在围困的时候挖掘墙来导致城墙的倒塌。
苏美尔的军队主要由步兵组成。轻步兵的武器是斧、匕首和矛。正规步兵还配有铜盔、毡披风和皮革裙。
苏美尔军队中还有由野驴拉的车。这些早期的战车在作战时不很有用，有人认为它们主要用来作为运输工具，但是上面的士兵佩战斧和长矛。苏美尔战车有四个轮，上面有两名士兵，由四头野驴拉。车身是一个织成的篮子，车轮是实心的。
苏美尔人使用的远兵器包括投石索和简单的弓。

## 文化
苏美尔文化有两个中心，南部的埃利都和北部的尼普尔。这两个中心的文化影响截然不同。尼普尔是恩利尔的圣地。恩利尔是阴间的主神。他给予人类的咒语和魔法可以驱动好鬼和恶鬼。他的领域在一座山里，他的产物生活在地下。
埃利都则是文化神恩基的圣地，他是光和善的神，地下的淡水的主宰，医生和人类的朋友，他为人类带来了艺术、科学、工业和文明。据说最早的法书是他的产物。埃利都本来是一个海港，它与外界的贸易和各种文化在这里的交流对它的文化的发展无疑起了重要作用。它的世界观与它的地理位置有关：它认为大陆是从海水里冒出来的，就像幼发拉底河入海口不断扩大一样。在历史纪录开始以前埃利都的文化就已经与尼普尔的文化交流了。巴比伦似乎是埃利都的一个殖民地，而埃利都附近的乌尔则是尼普尔的殖民地，在那里供奉的月神是尼普尔的恩利尔的儿子。在两个文化的融合中埃利都的影响似乎占主要地位。
苏美尔人會玩一種叫廿格戲的局戲。

### 语言与文字

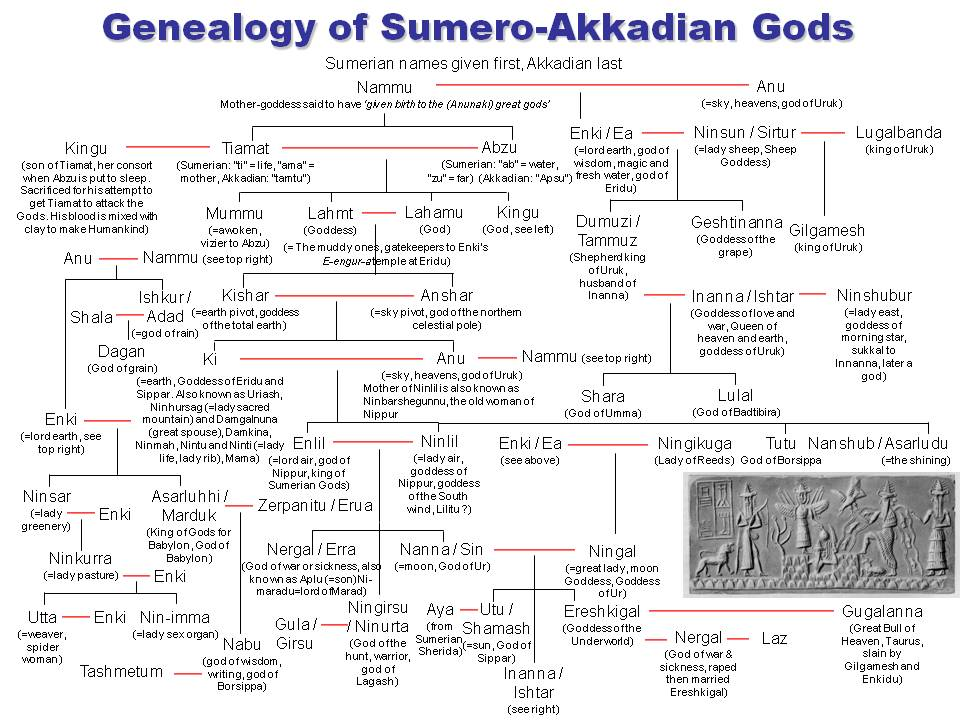
蘇美爾─阿卡德神譜

苏美尔不与任何其他已知语言相近。将苏美尔语与其他语言，尤其是乌拉尔-阿尔泰语系的语言联到一起的企图都没有成功。根据約翰·本德森的观点，苏美尔语可能属于德内-高加索语系，目前已知苏美尔语是一种黏着语，也就是说它的词由粘在一起的词段组成。
苏美尔人发明了一种象形文字，后来这种文字发展为楔形文字。这是最古老的已知的人类文字之一。今天已经发掘出来的有上十万苏美尔文章，大多数刻在粘土板上。其中包括个人和企业信件、汇款、菜谱、百科全书式的列表、法律、赞美歌、祈祷、魔术咒语、包括数学、天文学和医学内容的科学文章。许多大建筑如大型雕塑上也刻有文字。许多文章的多个版本被保留下来了，因为它们经常被複製（比如作为写字练习）。抄写是当时的人唯一的传播文章的方法。闪族语言的人成为美索不达米亚的统治者后苏美尔语依然是宗教和法律的语言。
即使专家也很难懂苏美尔文字。尤其早期的苏美尔文字非常困难，因为它们经常不包含所有的语法结构。

### 宗教

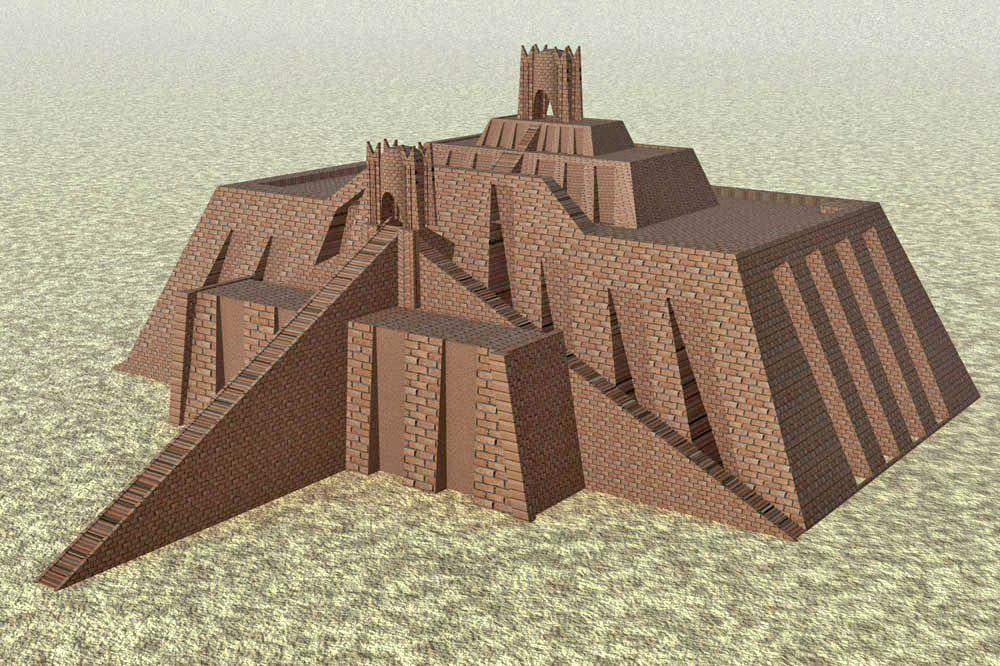
伊拉克納希利亞附近的烏爾大塔廟。西元前2,100年

苏美尔人将所有与他们有关的事迹都最终归功于他们的神灵，并在面对死亡和神灵愤怒等强大的力量时表现出谦逊。天堂是专门为神灵保留的，而在所有人死后，无论他们在世时的行为如何，都被认为其灵魂会去“库尔（Kur）”，这是一个地下深处的寒冷、黑暗的洞穴，由女神埃列什基伽勒统治，在那里唯一可用的食物是干燥的灰尘。在后来的时代，埃列什基伽勒被认为与她的丈夫内尔伽勒（死神）一起统治。
苏美尔的每个城市都有它自己特有的神及神学，並且随着时间的变迁人們對神信念的变化，導致人們對神的刻畫也发生了变化，苏美尔沒有集體的一個宗教。苏美尔人的宗教拥有多神，同时拥有一个主神教。苏美尔人的信仰是最早有记录的信仰，它是后来美索不达米亚神话、宗教和占星学的源泉。苏美尔人相信地面是一块平板，天空是一个盖。他们相信人死后会成为鬼魂不安地永远在阴间游荡。他们的这种信仰还影响了世界上的其他人，怀特海曾说：“我们从两河流域的闪族人那里继承了道德和宗教...”
苏美尔的主神是天神安努，安努最重要的伴侣是南部的恩基、北部的恩利尔和金星之神伊什塔尔。太阳神叫乌图，月神叫南娜，母亲神叫娜姆，此外还有上百小神。每个神与一个城市相连。这些神的重要性也随着这些城市政治上的兴衰而变化。人是神用粘土做的，其目的在于服务神。假如神发怒的话他们就使用地震或风暴来惩罚人。苏美尔人认为人只有在神的怜悯下才能生存。
苏美尔的神庙由一个中心大厅组成，两侧有通道，通道外侧是祭司们住的地方。在大厅的一侧有一个高台，台上有一个供奉动物和蔬菜牺牲品的泥砖桌。粮仓和仓库一般位于神庙附近。后来苏美尔人开始将神庙建筑在四方形的高台上。这些高台不断提高，形成了塔庙。

#### 阿勃祖的概念
苏美尔传统中的「冥界」的正式名称为「阿勃祖/阿普斯」（Apzu/Apsu），Ap/Ab在苏美语中是深渊，「阿勃祖」在苏美神话中的意思就是「流着清洌泉水的地下海洋」，它被描述为冥界（Kur）和地球（Ma）两者之间的虚空空间里的原始海洋。在苏美尔文化中。「淡水深渊之神」阿勃祖原为初六代的苏美神祇之一，与雌龙蒂雅玛特是一对，却在灭世战争的时候被水神恩基监禁於地下至死，从此化身成了冥界。统治阿勃祖的神有很多种说法，有人说是水之神恩基，也有人说是月神南娜的情人杜姆兹（全名为杜姆兹·阿普苏）或是姊姊埃列什基伽勒。
恩基统治该区域的说法可能来自於他在灭世战时将阿勃祖监禁至死，所以恩基的守护城市埃利都被认为就是阿勃祖的原型。埃列什基伽勒比较特别，不但确实居住在阿勃祖里，而且不能够离开阿勃祖到人间去，其他的神也没办法进入阿勃祖，因为一旦死亡就不能再回到人间（伊南娜故事中的角色却例外）。而杜姆兹则是在《伊南娜与杜姆兹》的故事中被抓到阿勃祖，每年要和其姐在阿勃祖轮流各待六个月。
阿勃祖中的地狱，肮脏阴暗，充满了恶魔鬼怪。无论是神或是人，死了以後都会依据生前的作为，在「阿勃祖」中得到不同的待遇。

## 遗产
苏美尔人的许多发明对后来的技术和文化的发展是非常重要的。有些人认为他们发明了轮。他们发明的文字是目前已知的最早的文字书写系统之一。他们是最早的纪录天文学现象的人。他们引入了将小时分为60分钟，每分钟分60秒的计时系统。有可能他们发明了军事阵列。他们在古代美所不达米亚引入了密集的农业。许多重要的农作物和牲畜（羊、牛）从这里扩展出去。因此苏美尔人是早期最有创造性和发明精神的人类文化之一。

### 引用
1. ↑  .   [2015-10-27]. （原始内容存档于2016-03-04）.
2. ↑  Leick, Gwendolyn (2002), "Mesopotamia: The Invention of the City" (Penguin)
3. ↑  《文明史》，51页。
4. ↑  .   [2011-05-17]. （原始内容存档于2021-07-03）.
5. ↑  BENGTSON, John D., 1997b. "The riddle of Sumerian: A Dene-Caucasic language?" Mother Tongue 3: 63–74.
6. 1 2  Kramer, Samuel Noah. . The Univ. of Chicago Press. 1963. ISBN 978-0-226-45238-8.
7. 1 2  Jordan, Michael. . New York: Facts on File. 1993: 2. ISBN 9780816029099 –Internet Archive.
8. ↑  Green, Margaret Whitney (1975). Eridu in Sumerian Literature. University of Chicago: Ph.D. dissertation. pp. 180–182.
9. ↑  Jeremy Black and Anthony Green, 1992. Gods, Demons, and Symbols of Ancient Mesopotamia: an illustrated dictionary, s.v. "abzu, apsû". ISBN 0-292-70794-0.
10. ↑  Orlin, Eric. . Routledge. 2015-11-19: 8. ISBN 978-1134625529.
11. ↑  Horowitz, Wayne. . Eisenbrauns. 1998: 308. ISBN 0931464994.
12. ↑  Putthoff, Tyson. . Cambridge University Press. 2020: 71. ISBN 978-1108490542.
13. ↑  Eppihimer, Melissa. . Oxford University Press. 2019: 188. ISBN 978-0190903015.
14. ↑  N. Pope, Charles. . DomainOfMan.com. 2016: 17.

## 延伸閲讀
- Ascalone, Enrico. 2007. Mesopotamia: Assyrians, Sumerians, Babylonians (Dictionaries of Civilizations; 1). Berkeley: University of California Press. ISBN 0-520-25266-7 (paperback).
- Bottéro, Jean, André Finet, Bertrand Lafont, and George Roux. 2001. Everyday Life in Ancient Mesopotamia. Edinburgh: Edinburgh University Press, Baltimore: Johns Hopkins University Press.
- Crawford, Harriet E. W. 2004. Sumer and the Sumerians. Cambridge: Cambridge University Press.
- Leick, Gwendolyn. 2002. Mesopotamia: Invention of the City. London and New York: Penguin.
- Lloyd, Seton. 1978. The Archaeology of Mesopotamia: From the Old Stone Age to the Persian Conquest. London: Thames and Hudson.
- Nemet-Nejat, Karen Rhea. 1998. Daily Life in Ancient Mesopotamia. London and Westport, Conn.: Greenwood Press.
- Kramer, Samuel Noah.  Rev. Philadelphia: University of Pennsylvania Press. 1972. ISBN 978-0-8122-1047-7.
- Roux, Georges. 1992. Ancient Iraq, 560 pages. London: Penguin (earlier printings may have different pagination: 1966, 480 pages, Pelican; 1964, 431 pages, London: Allen and Urwin).
- Schomp, Virginia. Ancient Mesopotamia: The Sumerians, Babylonians, and Assyrians.
- Sumer: Cities of Eden (Timelife Lost Civilizations). Alexandria, VA: Time-Life Books, 1993 (hardcover, ISBN 0-8094-9887-1).
- Woolley, C. Leonard. 1929. The Sumerians. Oxford: Clarendon Press.

## 外部連結
- Ancient Sumer History – The History of the Ancient Near East Electronic Compendium （页面存档备份，存于）
- Iraq’s Ancient Past （页面存档备份，存于） – Penn Museum
- A brief introduction to Sumerian history. （页面存档备份，存于）

地理
- The History Files: Ancient Mesopotamia （页面存档备份，存于）

語言
- Sumerian Language Page （页面存档备份，存于）, perhaps the oldest Sumerian website on the web (it dates back to 1996), features compiled lexicon, detailed FAQ, extensive links, and so on.
- ETCSL: The Electronic Text Corpus of Sumerian Literature （页面存档备份，存于） has complete translations of more than 400 Sumerian literary texts.
- PSD: The Pennsylvania Sumerian Dictionary （页面存档备份，存于）, while still in its initial stages, can be searched on-line, from August 2004.
- CDLI: Cuneiform Digital Library Initiative （页面存档备份，存于）, a large corpus of Sumerian texts in transliteration, largely from the Early Dynastic and Ur III periods, accessible with images.

32°00′N 45°30′E / 32.0°N 45.5°E